# Distretto di Göygöl
Il distretto di Göygöl (in azero: Göygöl rayon), fino al 2008 chiamato distretto di Xanlar, è un distretto dell'Azerbaigian. Il suo capoluogo è Göygöl.